# Ratio
Ratio – Näringslivets forskningsinstitut är ett tvärvetenskapligt forskningsinstitut, delfinansierat av Svenskt Näringsliv, som forskar om företagandets villkor. Forskningen sorteras in i de tre områdena arbetsmarknad, konkurrenskraft samt klimat och miljö. Arbetsmarknadsforskningen är Ratios huvudfokus. 

## Historia
Ratio grundades som forskningsinstitut i april 2002 av Nils Karlson som var dess verkställande direktör fram till hösten 2021. Han var tidigare även professor i statsvetenskap vid Linköpings universitet.
Mellan 1978 och 1988 var Ratio ett bokförlag som publicerade klassiker och aktuell forskning inom samhällsvetenskap och nationalekonomi. Under den här tiden var den ledande kraften inom Ratio Carl-Johan Westholm.
Sedan 2002 är Ratio ett forskningsinstitut och en ideell förening.

## Verksamhet
Forskningsinstitutet har omkring 30 medarbetare, varav merparten är disputerade forskare i bland annat nationalekonomi, företagsekonomi, statsvetenskap, ekonomisk historia och sociologi. Därtill finns doktorander, forskningsassistenter samt en stab som arbetar med kommunikation och administration. Merparten av forskarna är även knutna till universitet och högskolor. Ratios forskare deltar även i projekt med andra universitet och högskolor som huvudmän, samt handleder doktorander och studenter.
Forskningen publiceras i vetenskapliga tidskrifter liksom som böcker och andra skrifter. En stor del av forskningen publiceras som rapporter skrivna på svenska.
Forskningsinstitutet arrangerar öppna seminarier, konferenser, internationella samarbeten och andra externa aktiviteter.
Ratios infrastruktur finansieras av Svenskt Näringsliv, men de olika forskningsprojekten finansieras av en rad olika stiftelser, exempelvis Söderbergska stiftelserna och Wallenbergsfonderna.

## Ledning

### VD
- Nils Karlson (2002–2021)
- Charlotta Stern (september 2021– ) [6]

### Styrelse
- David Johnsson – styrelseordförande [7]